# Спиритическая фотография

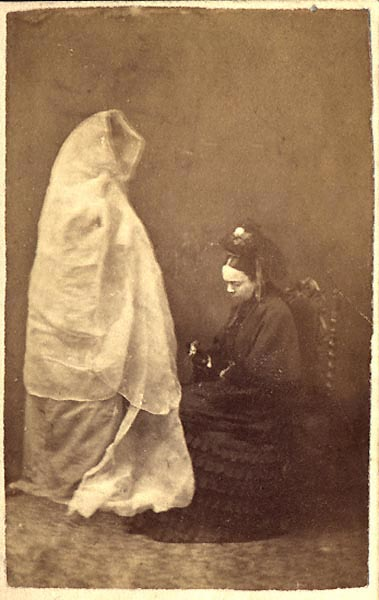
Фредерик Хадсон. Леди Хелена Ньюенхэм и призрак её дочери, 4 июня 1872

Спиритическая фотография (англ. Spirit photography) — фотография, на которой якобы присутствует объект, явившийся из потустороннего мира. Получила распространение во второй половине XIX века. Спиритическая фотография была предметом дискуссий сторонников спиритизма и их противников, неоднократно становилась предметом серьёзного анализа историков, психологов, социологов и искусствоведов, в настоящее время воспринимается как особый жанр фотографии, характерный для этого времени.

## Призраки на фотографиях до появления жанра
Первые «привидения» в фотографиях были получены случайно и являлись результатом длительных экспозиций, необходимых в связи с особенностями химических процессов, применявшихся на заре развития фототехники. Если объект появлялся на короткое время перед объективом (или перемещался во время экспозиции), то он оставался на фотографии в виде размытой, прозрачной, «призрачной» фигуры. Портрет одного из сыновей королевы Виктории, принца Артура, снятый придворным фотографом Роджером Фентоном в 1854 году, наглядно иллюстрирует этот эффект. Справа от молодого принца на фотографии можно увидеть отчётливо присутствующий «призрак». На самом деле это фигура его горничной, которая вмешалась в кадр, так как была обеспокоена тем, что принц может упасть с невысокого пьедестала, на котором он позировал.
Данный эффект в то время демонстрировался открыто в качестве доказательства безграничных возможностей фотоискусства. В конце 1850-х годов Лондонская стереоскопическая компания выпустила серию стереокарточек «Призраки в стереоскопе». И вновь речь шла отнюдь не о демонстрации реального факта общения с призраками, а о демонстрации возможностей монтажа в процессе фотосъёмки. Фотографии были созданы исключительно в качестве художественного эксперимента или шутки, и никто не пытался представить их, как подлинные фотографии призраков. Такие фотоснимки были сравнительно несложны в получении, и появились даже подробные инструкции о том, как их делать, — например, такие, как книга Уолтера Вудбери «Photographic Amusements» (1896). Автор утверждал, что иногда после съёмки на стеклянном негативе оставалось изображение с прошлой фотосессии. Стеклянные пластины, являвшиеся фотоматериалом того времени, были дорогими, поэтому ненужные негативы очищались, и пластина использовалась повторно. При этом иногда на негативе оставались детали прошлой съёмки, которые в ходе новой экспозиции наслаивались на изображение.
Фотоснимок, близкий спиритическим фотографиям, был создан французским фотографом Эженом Тибо в 1863 году. Однако считается, что он носит юмористический характер и является рекламой представления французского иллюзиониста Анри Робена.

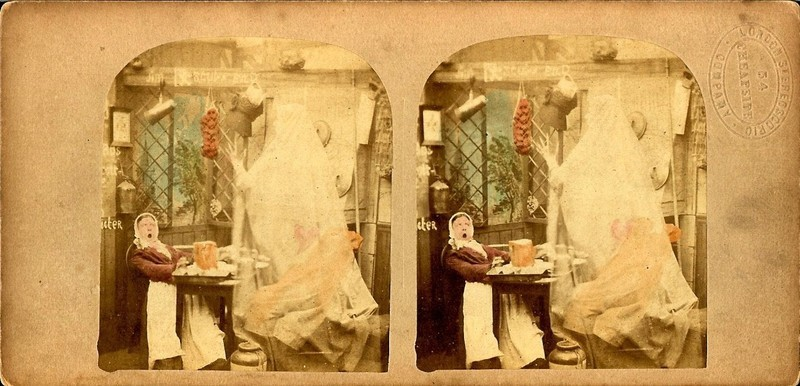
Лондонская стереоскопическая компания. Фотография из серии стереокарточек «Призраки в стереоскопе», 1850
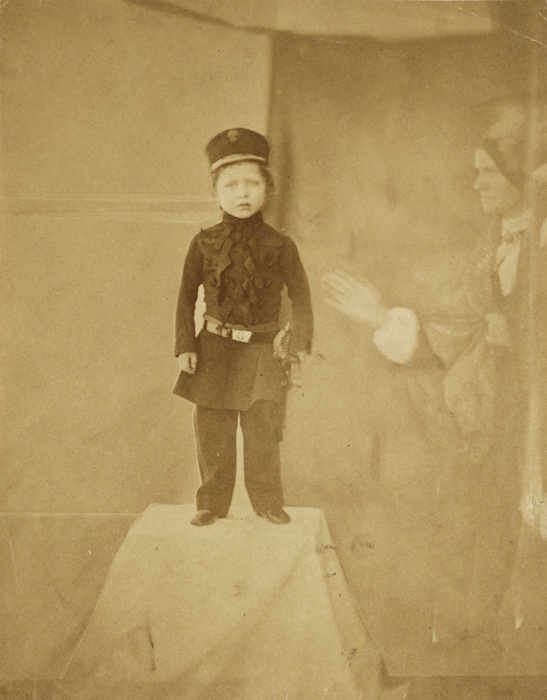
Роджер Фентон. Принц Артур, 1854
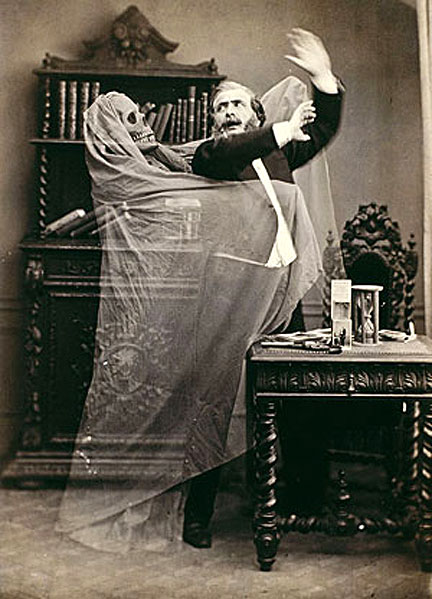
Эжен Тибо. Реклама шоу французского иллюзиониста Анри Робена, 1863
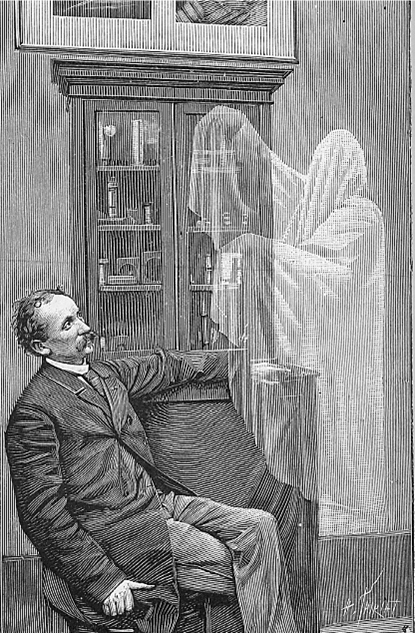
Иллюстрация к книге Уолтера Вудбери «Photographic Amusements», 1896

## Возникновение и развитие спиритической фотографии
Ролан Барт попытался обосновать интерес к недавно изобретённой фотографии на основе соотнесения её с особенностями мышления человека во II половине XIX века. Он писал: «Исторически Фотография имела отношение к “кризису смерти”, восходящему ко второй половине XIX столетия, и я предпочёл бы, чтобы вместо неустанного вписывания изобретения Фотографии в социальный и экономический контекст задались бы лучше вопросом об антропологической связи Смерти и нового вида изображения». Один из самых крупных фотографов этого времени Надар считал, что фотография давала человеку могущество божества и становилась средством найти божественное за формой плоти. Одним из характерных убеждений фотографов XIX столетия была способность вторжения в сферу духа.
Спиритическая фотография зародилась в США, но получила наиболее широкое распространение в Великобритании в 1870-х — 1920-х годах. Значительно меньшим было её распространение в континентальной Европе. В США и Франции прошли громкие процессы против фотографов, создававших подобные снимки, закончившиеся их разоблачением.

### Появление спиритических фотографий в США
Датой возникновения спиритических фотографий официально считается 1861 год, когда американец Уильям Г. Мумлер, фотограф из Бостона, обнаружил, что на сделанной им фотографии появился образ его давно умершей кузины. Фотографические методы всё ещё находились в этом времени в зачаточном состоянии. Фотография была сравнительно молодым искусством, когда Мумлер объявил, что он был в состоянии запечатлеть призрак на плёнке. Мумлер работал гравёром в ювелирной фирме, не был профессиональным фотографом, он занимался фотографией в студии своего приятеля. Его метод заключался в том, «что он сначала фокусировал объектив на пустом кресле, снимал крышку с объектива, а затем быстро занимал позицию у кресла и стоял там до тех пор, пока не сработает экспозиция». На фотографии была девушка, сидящая в кресле, оно и часть стола просвечивали сквозь руки и тело. Фигура растворялась в дымке.
Наиболее известной фотографией Мумлера является снимок вдовы президента Авраама Линкольна — Мэри Тодд Линкольн с призраком супруга. Когда было обнаружено, что некоторые из самых известных фотографий Мумлера содержали призраков, напоминающих людей, которые всё ещё были живы, даже самые доверчивые клиенты стали подозрительными. Трюк фотографа заключался в использовании двойной экспозиции, техники неслыханной в те дни, которая позволяла наложить лица из других снимков на фотографии, принадлежащие его клиентам. Разоблачение вызвало волну общественного возмущения, в 1868 году он был выслан в Нью-Йорк. С санкции мэра Нью-Йорка его арестовали. После продолжительного судебного разбирательства Мумлер был освобождён, позже он умер в нищете в 1884 году, оставив мемуары «Личные опыты Уильяма Г. Мумлера в фотографировании духов».

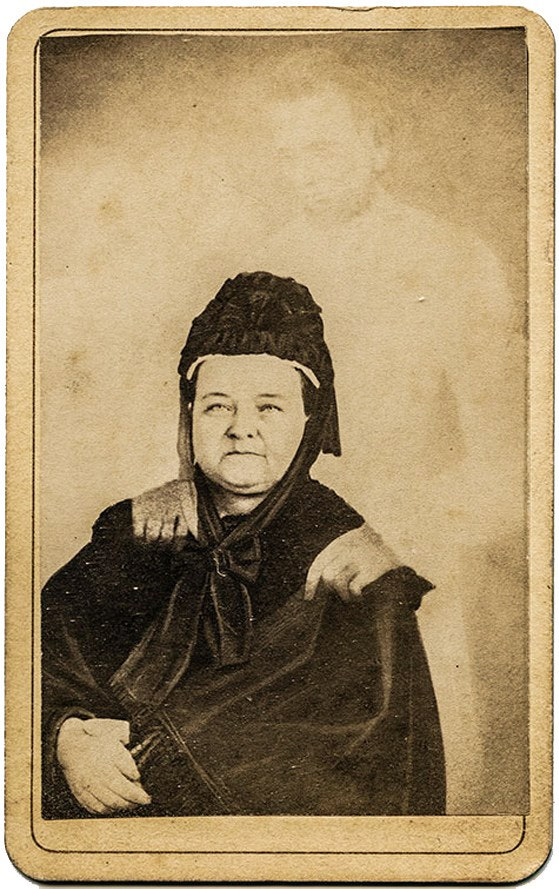
Уильям Г. Мумлер. Мэри Тодд Линкольн с призраком Авраама Линкольна, около 1869
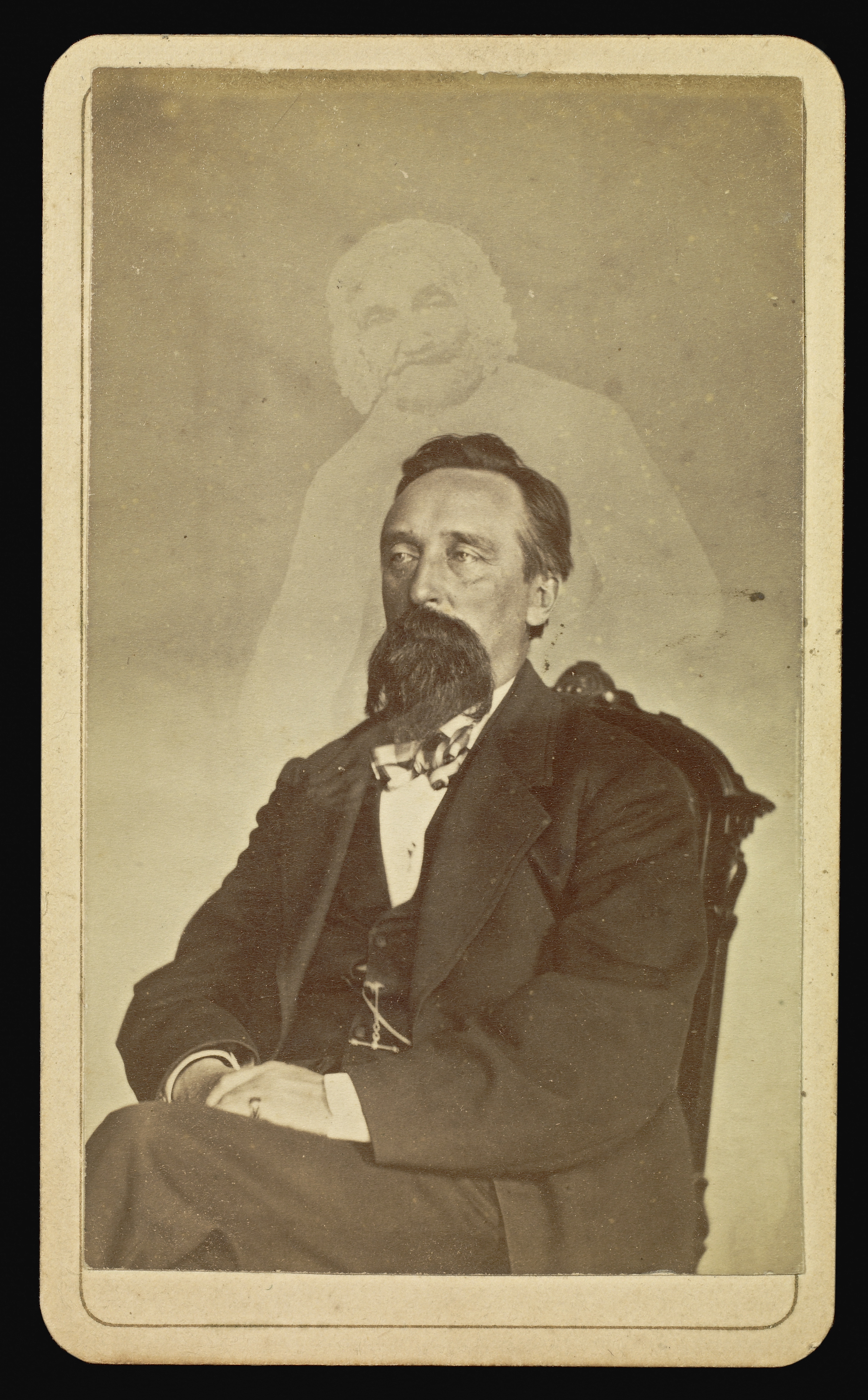
Уильям Г. Мумлер. Джон Гловер с призраком старой леди
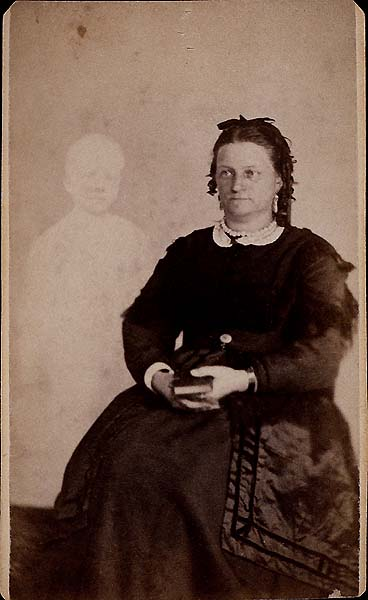
Уильям Г. Мумлер. Миссис Френч с призраком ребёнка
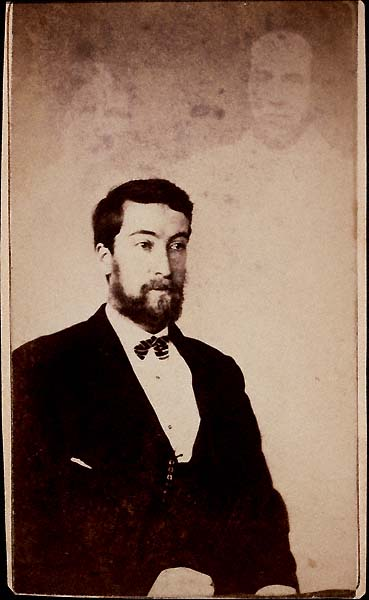
Уильям Г. Мумлер. Неизвестный с двумя призраками
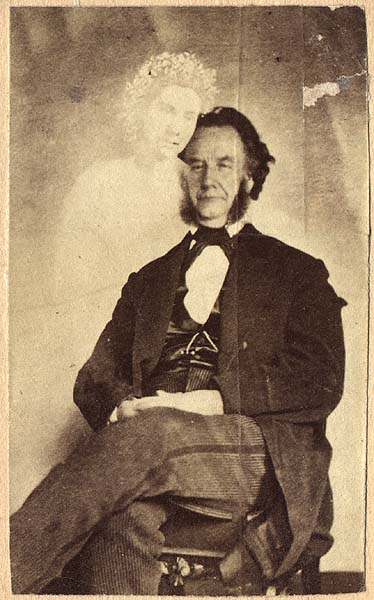
Уильям Г. Мумлер. Мозес А. Дау и призрак его ассистентки
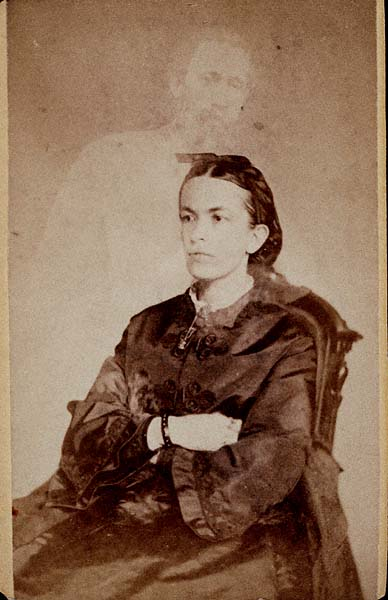
Уильям Г. Мумлер. Фэнни Конан и призрак её брата

### Спиритические фотографии в викторианской Англии
В 1851 году англичанин Ричард Бурснель утверждал, что сфотографировал призраков, но ни одна из его ранних фотографий не сохранилась, а сделанные значительно позже уже не вызывали большого интереса. В 1856 году оптик Томас Слейтер в Лондоне проводил сеанс с лордом Бругемом и утопическим социалистом Робертом Оуэном, который на склоне лет увлёкся спиритизмом. Сообщение из мира духов гласило, что Слэйтеру суждено заниматься спиритической фотографией. Оуэн сказал, что после его смерти его портрет проявится на фотографии. В 1872 году Слейтер упражнялся в фотографии, неожиданно он получил на обратной стороне фотографической пластинки с портретом его сестры изображение лица Роберта Оуэна (менее чёткое, чем сама фотография) и лорда Бругема. Слейтер продемонстрировал их Альфреду Расселу Уоллесу, который потом вспоминал: «Были сделаны и другие фотографии, на которых не всегда можно было опознать лица „духов“, изображённые на пластинках, но были хорошо различимы человеческие фигуры, которые появлялись на пластинках. В одном случае фигура призрака появилась на пластинке, на которой позировал сам себе Слейтер, сидя в кресле...»
Считающееся же первым в традиции самих спиритов достоверное изображение призрака в Англии получил фотограф Фредерик Хадсон в 1872 году. Ему было в марте 1872 года около шестидесяти лет. Ассистировала, а иногда позировала ему мисс Джорджиана Хоутон, которая была медиумом и художницей (творчеству её в этом качестве была посвящена в 2016 году крупная художественная выставка в Великобритании). Она оставила описание этого события в книге «Хроники фотографии духовных существ и явлений невидимых материальному глазу» (1882).
Клиент рассказывал о своём визите к фотографу-медиуму Хадсону (март 1872):

«Я позировал три раза и всегда выбирал позу сам. Каждый раз на негативе рядом со мной появлялась дополнительная фигура. Первой была мужская фигура с коротким мечом, вторая фигура поместилась на фотографии в полный рост и стояла примерно в нескольких футах за мной чуть сзади, держа в руках букет цветов. В третий раз, как только пластинка была помещена в камеру и я удобно расположился в кресле, я мысленно попросил, чтобы фигура стояла на очень близком расстоянии от меня. На третьей пластинке появилось изображение женской фигуры, стоящей очень близко впереди меня так, что складки её одежды закрывали нижнюю часть моего тела. Я видел, как проявлялись все три пластинки и в каждом случае дополнительная фигура начинала вырисовываться в тот момент, когда наливали проявитель, в то же время мой портрет оставался невидимым в течение почти двадцати секунд после появления неясных очертаний духа. Я не мог узнать ни одной фигуры на негативах, но когда получил проявленные снимки, то с первого взгляда безошибочно узнал на третьем из них изображение моей матери. Он точно воспроизводил её облик и выражение лица, но отличался от всех её прижизненных портретов: это было изображение задумчивой женщины, несколько идеализированное, но такое, которое я ни с чем и никогда не спутаю».— Артур Конан Дойл. История спиритизма

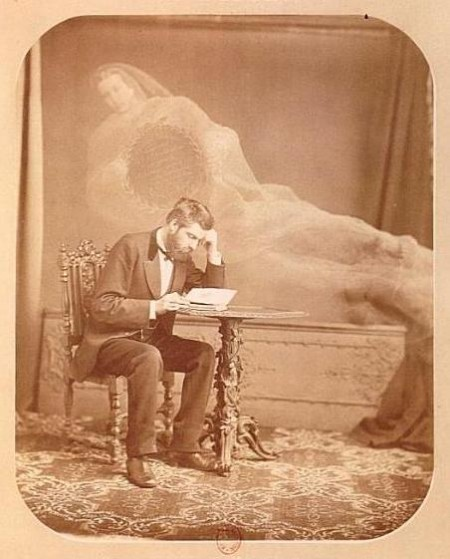
Эдуар Исидор Бюге. Разоблачительная фотография. В руках «призрака» надпись: «Лучше Месмера и Калиостро…»

С 1861 года до 1926 года, начиная с Мумлера, заканчивая Уильямом Хоупом, до тридцати медиумов заявляли, что сумели заснять призраков (которые иногда называются «двойники-призраки»).
Ф. М. Паркс в 1872 году провёл эксперимент по фотографированию духов со своим другом мистером Ривсом — владельцем закусочной. Парксу в то время было тридцать девять лет. Сначала на пластинках появлялись только отдельные светлые пятна, но спустя три месяца был получен образ некоего «призрака». Часто им позировали доктор Секстон и доктор Кларк из Эдинбурга. Для проведения тщательной экспертизы был приглашён доктор Баумэн из Глазго, который был опытным фотографом. Медиум не брал вознаграждения за свои услуги. Он сделал 110 фотографий призраков с апреля 1872 года и по 20-е годы XX века (с некоторыми перерывами). Каждое изображение призрака обладало собственным характером и индивидуальностью. Значительное число фотографий было опознано участниками спиритических сеансов.

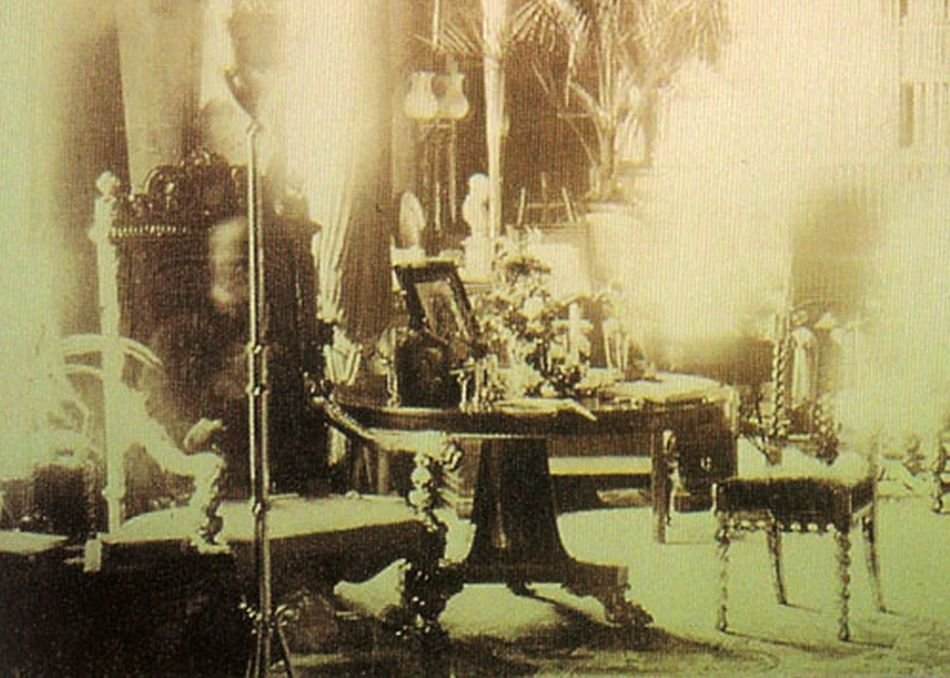
Сибелла Корбет. Фотография лорда Комбермера, 1891

Французский фотограф Эдуар Исидор Бюге посетил Лондон в июне 1874 года и продемонстрировал свои достижения в этой области. Во время экспозиции пластинки он находился в частичном трансе. Полученные им изображения не имели высокого качества и не были отчётливыми, в отличие от тех, которые были получены другими медиумами. Многие из его спиритических портретов были опознаны. Бюге получал портреты двойников присутствовавших на сеансе людей, а также своих здравствующих друзей, находившихся в других местах. Уильям Стэнтон Мозес, который пребывал в это время в состоянии транса в Лондоне, оказался на фотопластинке в Париже, где на сеансе позировал перед камерой некий благодушный обыватель. В апреле 1875 года Бюге был арестован и осуждён за производство фальшивых фотографий духов. Он признался, что все результаты были получены им путём мошенничества. Его приговорили к штрафу в 500 франков и к году тюремного заключения. Однако некоторые его друзья стали утверждать, что он был слабохарактерным человеком, который вместо борьбы за свою правоту совершил ложное признание вины. После судебного процесса Бюге стал «анти-спиритическим» фотографом, показывая трюки, приёмы монтажа и фокусы, которыми достигается эффект призрака. На одной из подобных фотографий «призрак» держит таблицу с надписью: «Лучше Месмера и Калиостро. Призраки на выбор. Успех гарантирован. Невидимые манипуляции под носом у клиента. Трюки медиумов».
Ричард Бурснель (1832—1909) был партнёром профессионального фотографа с Флит-стрит и получал на пластинках «следы духовного присутствия» в виде рук и лиц даже в 1851 году. Партнёр обвинил его в том, что он плохо обрабатывал пластинки (это было время появления в фотографии влажно-коллоидного процесса). Прошло около сорока лет, прежде чем он снова начал получать световые пятна на пластинках, а затем и фигуры «призраков» на своих фотографиях. Сначала они были нечёткими, но позже удалось получить портреты, которые были идентифицированы. В 1903 году ему был вручён наградной лист, подписанный сотней известных лондонских спиритов, а также крупная денежная сумма. В помещении Психологического общества была проведена выставка из 300 фотографий призраков Бурснеля.
Эдвард Уайли (1848—1911) родился в Калькутте, его отец был военным советником правительства Индии. Сам Уайли получил звание капитана во время Маорийской войны. Регулярное появление на негативах светлых пятен раздражало его. Он не слышал о фотографировании духов, до тех пор, пока одна из клиенток не рассказала ему о подобных случаях. Уайли решил бросить свой бизнес и посвятить себя фотографированию духов. Его обвинили в мошенничестве, и это настолько потрясло его, что он на время отказался от подобных попыток, хотя спустя время вернулся к работе как фотомедиум.
Дэвид Дюгид (1832—1907) — ещё один фотограф-медиум — писал:

«Некоторые из них [потусторонние объекты, призраки] оказались резкими, некоторые — нет; некоторые были освещены справа, хотя позирующий был освещён слева… одни выходили за размеры пластинки, представляя собой искажённые изображения реальных людей; другие выглядели, как заурядные обыватели на украшенном виньетками портрете плохого качества. Иногда складывалось впечатление, что кусок фотографии, где располагалось изображение „призрака“, был вырезан консервным ножом (овал с неровными краями) и криво прикреплён к портрету самой модели. Но одно очевидно: я не видел ни одной из тех фигур, которые так ясно были видны на негативах, до тех пор, пока не закончилось время проявления. Могу серьёзно поручиться за тот факт, что никто не имел никакой возможности доступа к любой из этих пластинок и не мог ни поместить что-либо на её светочувствительную сторону, ни повлиять на процесс проявления. С точки зрения техники, изображения были низкого качества, но как же всё-таки они появились там?»— Артур Конан Дойл. История спиритизма
Несмотря на такой заметный интерес, мало кто слышал о подобных фотографиях за пределами спиритуалистских кругов. Однако некоторые довольно впечатляющие фотографии появлялись в прессе, и некоторые из них остались необъяснимыми с тех пор. Фотография лорда Комбермера была сделана в 1891 году (и впервые опубликована в 1895 году) Сибеллой Корбет в графстве Чешир, Англия. Она решила сделать фотографию большой библиотеки, экспозиция длилась около часа, что она отметила в своём дневнике. Хотя никого не было в комнате, когда была сделана фотография, она показала слабое изображение человека, сидящего на одном из стульев. Фотография была показана родственнику лорда Комбермера, тот установил, что она имеет семейное сходство с внешностью лордов. Первый лорд Комбермер был командиром британской кавалерии в начале 1800-х годов, проявил себя в нескольких военных кампаниях, в том числе в сражениях при Саламанке и Бхартпуре. В 1817 году он стал губернатором Барбадоса. Он умер в 1865 году. Второй лорд — виконт Комбермер — погиб в результате аварии всего за пять дней до этого. В то время, как Сибелла Корбет снимала фотографию, проходили похороны лорда Комбермера более чем в четырёх километрах от особняка. Считается, что за это время некий слуга мог прийти в комнату и некоторое время сидел в кресле, создавая прозрачное изображение на негативе. Эта версия была единогласно опровергнута слугами, которые свидетельствовали, что все они участвовали в похоронах. Фотография не получила объяснения с тех пор.

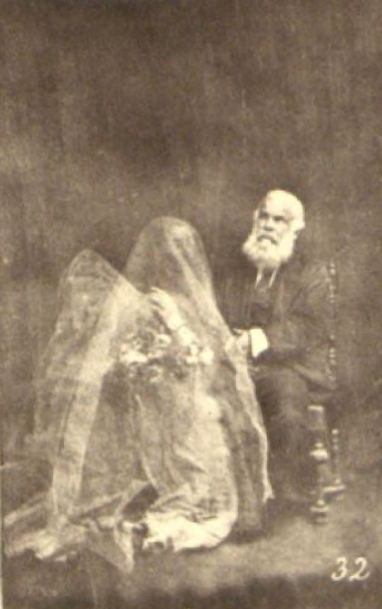
Джорджиана Хоутон. Фотография призрака со спиритистом Александром Колдером, 1882
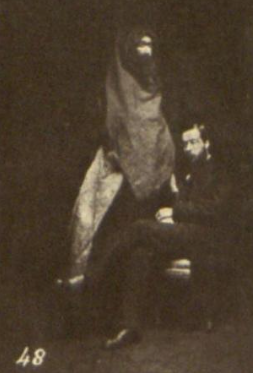
Джорджиана Хоутон. Спиритический фотограф Стэнтон Мозес, 1882
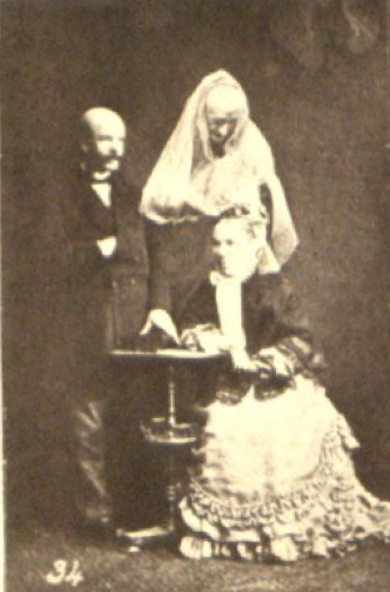
Джорджиана Хоутон. Спиритическая фотография с миссис Эверитт и У. П. Адшедом, 1882
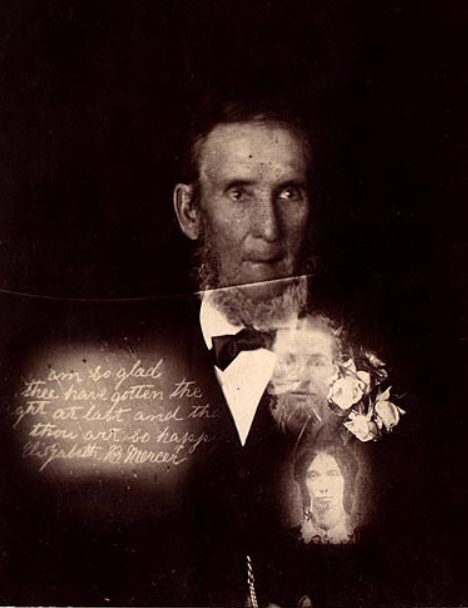
H. A. Reid. Фотография Эдварда Уайли с призраками, 1897
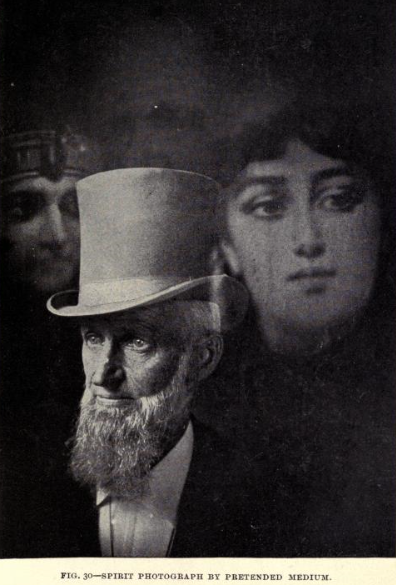
Генри Риджли Эванс[англ.]. Фотография призрака (разоблачительная), 1897
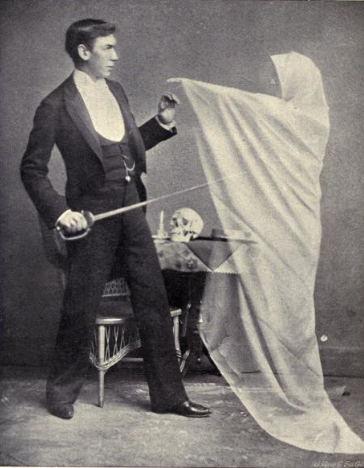
Генри Риджли Эванс[англ.]. Спиритическая фотография (разоблачительная), 1897

### Поздние фотографии призраков

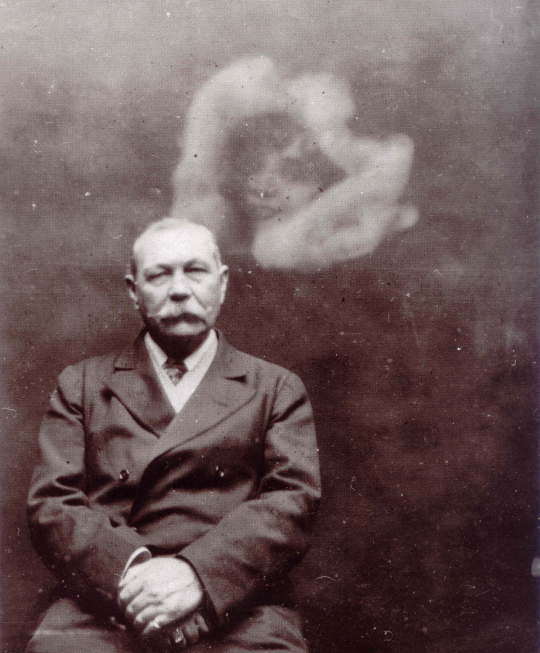
Эмма Дин. Фотография сэра Артура Конан Дойла с призраком, 1922

В годы правления короля Эдуарда VII (1901—1910) и Георга V (1910—1936) развитие спиритической фотографии в основном было связано со спиритическим кружком, организованным в английском городе Кру (графство Чешир) Уильямом Хоупом и миссис Бакстон — жителями этого города. Кружок был образован в 1905 году, первоначально в него входили шесть человек, занимавшиеся фотографиями призраков. Хоуп сделал фотографию молодого рабочего на фоне кирпичной стены. После проявления пластинки на ней оказалась фигура женщины, стоявшая рядом с ним, причём кирпичная стена просвечивала сквозь неё. Юноша якобы узнал в ней свою сестру, которая умерла несколько лет назад. Долгое время Хоуп уничтожал негативы с изображениями духов, но познакомившийся с ним архидиакон Томас Колли посоветовал ему сохранять их. В одном случае, описанном доктором Хенслоу, на пластинке Хоупа появилось изображение редкой греческой рукописи, хранящейся в Британском музее, правда, с некоторыми изменениями в тексте, что свидетельствовало якобы о том, что оно не являлось точной копией рукописи и поэтому должно быть подлинным. В 1922 году Хоуп переехал в Лондон, где стал работать медиумом. Самое известное исследование состоялось в 1922 году, когда Общество психических исследований (англ. Society for Psychical Research) отправило Гарри Прайса проверить достоверность результатов «Круга Кру». Прайс собрал доказательства того, что Хоуп подделывал фотографии призраков и опубликовал результаты своих исследований. Артур Конан Дойл выступил в защиту Хоупа.
Другой известный спиритический фотограф этого времени — англичанка Эмма Дин. Свой первый спиритический снимок она сделала в 1920 году. Она в течение нескольких дней перед фотосъёмкой носила фотопластинки при себе, магнетизируя их. Высказывалось предположение, что в таком случае изображения потусторонних предметов, возможно, попадали на негатив ещё до того, как производилась съёмка. На 20-е годы приходится последний всплеск интереса к спиритической фотографии. С конца 20-х годов она утратила доверие общественного мнения.
Со второй половины 1960-х годов начинает расти интерес к спиритической фотографии, как со стороны парапсихологии, так и со стороны историков. В 70-е годы подобные опыты с фотографированием потусторонних объектов проводила Гледис Хайтер. На её фотографиях либо появлялись изображения объектов, которые отсутствовали перед объективом, либо объекты, расположенные перед фотоаппаратом в реальности, не запечатлевались на фотографиях. В 1979 году, фотографируя дочь в подъехавшей к дому машине, она получила фигуру блондинки на заднем сиденье автомобиля, хотя там никто не находился. На короткое время её сообщение вернуло интерес к подобным изображениям и вызвало оживлённую дискуссию в средствах массовой информации.

## Историография и оценка спиритической фотографии
На протяжении второй половины XIX столетия выходили книги, посвящённые спиритической фотографии, авторы которых пытались обосновать возможность подобных фотографий, среди них: «Личные опыты Уильяма Г. Мумлера в фотографировании духов», «Хроники фотографии духовных существ и явлений невидимых материальному глазу» Джорджиана Хоутон. Спиритический фотограф Уильям Стейнтон Мозес также написал книгу, посвящённую спиритической фотографии. Большую статью «Краткая история спиритической фотографии» напечатал спирит Джеймс Джонсон Мурс (англ. James Johnson Morse) в журнале «Two Worlds» в 1915 году.
Интерес к передаче изображения на расстоянии проявлял французский фотограф Надар. Он рассказывал в своих мемуарах (за его рассказом закрепилось название «Месть Газебона»), что на заре фотографии владелец провинциального театра написал ему письмо с просьбой прислать ему его собственный портрет. Автор письма не понимал, что для этого необходимо его присутствие. Надар на это письмо не ответил. Много лет спустя некий человек рассказал Надару об опытах с фотографией на расстоянии. Неизвестный передал ему карточку, на которой неожиданно проступили черты мужского лица. «Я никогда не видел этого человека, но сразу понял, о ком идёт речь: с проявленной фотографии на меня смотрел месье Газебон», — заканчивал Надар свой рассказ.
Предпринимались попытки опытным путём установить подлинность и возможность получения подобных фотографий. В 1890-х годах фотограф Джон Трейлл Тейлор, редактор «The British Journal of Photography» проанализировал методы, с помощью которых создаются фотографии призраков. Он подошёл к данному явлению как скептик, подведя под анализ научную основу. Тейлор получил снимки в лабораторных условиях с помощью стереоскопической камеры. Он отметил, что при использовании стереоскопической камеры все предметы были объёмными, а изображение призрака было двухмерным. Это доказывало, что оно поступало на фотопластинку напрямую, а не через посредство объектива. С точки зрения Артура Конан Дойла, который активно интересовался его опытами и самой проблемой возможности спиритической фотографии, это было весомым аргументом в пользу подлинности фотографии.
B 1909 году газета «Daily Mail» предложила присылать в редакцию фотографии призраков. Была создана целая Комиссия, состоящая из авторитетных экспертов. Комиссия состояла из трёх скептиков: Р. Чайлд-Бейли, Ф. Дж. Мортимера и Э. Зенгер-Шеферда и трёх сторонников спиритической фотографии: Альфреда Перси Синнетта (который сам представил на суд Комиссии свои фотографии), Э. Р. Сирколд-Скилза и Роберта Кинга. Отчёт Комиссии был опубликован в бесплатной ежедневной газете «London Lite». Результаты её деятельности были неутешительными:
- I. Ни одна из фотографий, представленных редакции, не была сделана в условиях, исключающих мошенничество.
- II. Фотографии, представленные господином Синнеттом, были явно результатом подделки.
- III. Другие фотографии удовлетворяли условиям, которые были выдвинуты редакцией, но в них не было обнаружено никаких следов объекта потустороннего мира. Присутствовали только дефекты изображения вследствие неосторожных манипуляций, которые были ошибочно приняты их создателями за сверхъестественные результаты...[28].

В Японии исследованием спиритической фотографии в 1910-е годы занимался профессор психологии Томокити Фукураи. Он проводил опыты с целью узнать, способен ли медиум оставлять на пластинках то или иное изображение по собственному желанию. В одном опыте медиум, по желанию профессора, мысленно запечатлел одну половину произвольно выбранного иероглифа на одной фотопластинке, а недостающую часть — на другой.
Достаточно широко были представлены открыто разоблачительные статьи. Активным борцом против фотомедиумов выступил Дмитрий Менделеев. В российском журнале «Природа и люди» в 1910 году был опубликован разоблачительный очерк Е. Финского, который объясняет технику изготовления фотографии призрака, при этом он разделяет появление призрака как дефект пластины (или случайное стечение обстоятельств) и сознательный обман публики мошенниками. В конце XX — начале XXI века разоблачительную традицию продолжил Рональд Пирсел в своей книге «The Table-Rappers» (1972).
Одним из убеждённых сторонников идеи фотографирования призраков был Артур Конан Дойл (он даже открыл в 1925 году небольшой музей, посвящённый съёмке духов), который в 1922 году опубликовал работу «Факты в пользу спиритической фотографии». Артур Конан-Дойл также посвятил данной проблеме главу XIX (в некоторых изданиях проходит как Глава V в Томе II) в книге «История спиритизма», которая была опубликована в 1926 году. В ней он писал:

«Мы не можем отрицать, однако, что в этой области подвизается немало мошенников. Однако, и мы признаём это публично, многие результаты, полученные медиумами, абсолютно достоверны. Автор полагает, что ещё много открытий может произойти в этой области науки, и мы должны быть готовы принять и понять всё, что бы ни случилось».— Артур Конан Дойл. История спиритизма

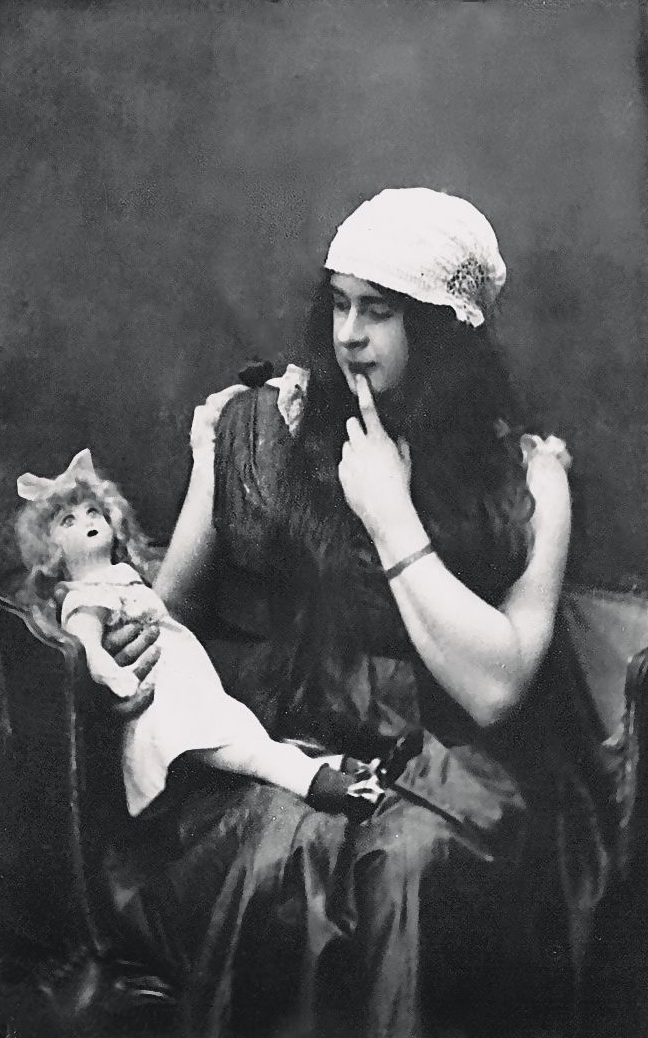
Дмитрий Шульц в образе Меточки. Фото в коллекции Государственного музея истории религии. 1920-е годы

В 1965 году английское Общество психических исследований издало книгу С. Эдмундса «„Спиритическая“ фотография», в которой автор отвергает возможность подлинности каких-либо подобных фотографий; особенно резкой была критика Уильяма Хоупа и Эммы Дин.
Историю спиритической фотографии попыталась воссоздать и обобщить уже в наше время Карен Хисли в своей работе «История спиритической фотографии». Подобную работу в современной России проделал Игорь Винокуров в книге «Невидимые фантомы».
Доцент Санкт-Петербургского университета Екатерина Васильева считает, что способность фотокамеры создавать изображение в XIX веке считалась иррациональной, поэтому фотография была частью спиритических сеансов. Фотографический спиритуализм отражал представления о душе как о световой форме, связывая фотографию с обширной религиозной традицией света, которая стирала границу между сиянием и религиозным озарением (поэтому с подозрением к фотографии относилась церковь). Попытки XIX века запечатлеть призраков были связаны также с верой в способность фотографии обнаруживать незримое в химии, физике и оптике, а также в скрытых основах человеческой натуры (в душе и характере человека). В открытиях В. К. Рентгена и М. Кюри-Склодовской речь шла об излучении, которое невидимо глазу, но оставляет отпечаток своего воздействия на светочувствительной пластине. Фотографы не видели большого различия между излучением и любым другим проявлением невидимого, полагая, что если фотография фиксирует незримое свечение, значит, ей подвластно неосязаемое. Фотография считалась способом обнаруживать как невидимые человеческому глазу лучи, так и таинственные нематериальные субстанции.
Большое число спиритических фотографий демонстрировались на выставке «Эпоха призраков. Спиритизм на рубеже XIX—XX веков» (куратор выставки — Наталья Веприкова) в Музее истории религии в Санкт-Петербурге в январе — марте 2022 года. Отдельный заключительный зал выставки был посвящён секте «Единый Храм» и личности её создателя и руководителя Дмитрия Шульца. В частности, демонстрировались фотографии, на которых он предстаёт в образе овладевшего им духа четырёхлетней девочки Меточки. Пресса обращала внимание на необычность оформления экспозиции: по узкой винтовой лестнице посетители спускались в полуподвальное помещение, где экспонаты располагались под старинными кирпичными сводами.